# Карл Едвард Вагнер
 Карл Едвард Вагнер (англ. Karl Edward Wagner, 12 грудня 1945, Ноксвілл — 14 жовтня 1994, Чапел-Гілл) — американський письменник-фантаст, поет та видавець, який створював твори в жанрах фантастики жахів і героїчного фентезі, а також був редактором та упорядником серії антологій. Найвідоміший цикл творів автора — «Кейн», що складається з кількох романів і безлічі оповідань. Для більшості фентезі-фанатів Карл Едвард Вагнер є законним послідовником Роберта Говарда. Його ім'ям названо одну з номінацій щорічної Британськой премії фентезі («The British Fantasy Society»)  — Премію імені Карла Едварда Вагнера (Спеціальний приз) (Karl Edward Wagner Award (The Special Award)) за особливі письменницькі заслуги.

## Біографія

### Особисте життя
Карл Едвард Вагнер народився 12 грудня 1945 року, в Ноксвіллі (штат Теннессі), в сім'ї Обрі Джозефа Вагнера (Aubrey Joseph Wagner) і Доротеї Г'юбер (Dorothea Huber), молодший з чотирьох дітей (сестра і два брати). Його батько, виходець з сім'ї німецьких іммігрантів, у 1960 році посів пост голови ради директорів Управління ресурсами басейну Теннессі. Карл з дитинства багато читав. Натхненний численними Pulpmagazine, які пристрасно збирав усе життя, почав писати у віці 15 років. 1963 року Карл Вагнер з відзнакою закінчив середню школу (Central High School) у Ноксвіллі, і отримав стипендію для навчання в Кеньйон-коледж (Kenyon College), який він закінчив у 1967 році зі ступенем бакалавра з історії. Після закінчення коледжу Вагнер вивчав медицину в університеті Північної Кароліни в Чепелл-Гілл. Після закінчення університету у 1974 році зі ступенем доктора медицини з нейробіології, Вагнер відкрив практику в якості психіатра, проте в середині 70-х він від неї відмовився, щоб стати письменником. Карл Вагнер був одружений з Барбарою Мотт (Barbara Mott), «чиїм особливим талантом — за словами самого Вагнера- було змушувати чоловіків ставитися до самих себе краще». Цей шлюб розпався наприкінці 80-х років. 
У 90-і роки ускладнилися відносини Вагнера з великими видавництвами: Вагнер не витримував терміни контрактів, тому писав в основному для періодичних журналів. До того ж він важко переживав погіршення здоров'я матері та смерть батька у 1990 році. 
У жовтні 1994 року Вагнер був знайдений мертвим в своєму будинку. Причиною смерті було названо відмову печінки виконувати свої життєво необхідні функції внаслідок багаторічного зловживання алкоголем.

### Творчість
У 1970 році вийшов в світ перший роман Карла Вагнера «Павутина темряви». Однак до успіху було ще далеко. Книга була опублікована в маленькому видавництві, крім того видавник без відома автора нещадно урізав роман і навіть змінив зовнішній вигляд Кейна — головного героя .). У 1973 році вийшла збірка «Тінь Ангела Смерті» (поява якої пройшла в той момент теж непоміченою). Була повернена видавцем рукопис роману «Кривавий камінь» (писати який Вагнер почав ще в школі, в 1960 році), Поступово в оповіданнях, які Вагнер публікував у напівпрофесійних журналах, формувався образ головного героя його романів — Кейна — найкращої фігури в його творчості. Крім того, він укладає контракт на створення серії романів, що продовжують два найвідоміших цикли Роберта Говарда «Тіні в місячному світлі» (1976) і Конан («Дорога Королів», 1979). З виходом фільму Конан — варвар відбувається бум фентезі, і Вагнер отримує контакти від виробників фільмів і пише сценарії для фільмів і серіалів.

### Видавницька діяльність
Разом з Девідом Дрейком (співавтором Вагнера 1984 по роману «Вбивця») і Джимом Гросу, у 1975 році він заснував видавництво Carcosa Press. У видавництві вийшли чотири збірки, проілюстрованих художниками відомого журналу Weird Tales:
- Manly Wade Wellman, Worse Things Waiting (1973, ISBN 0-913796-00-X, тверда обкладинка + суперобкладинка, ілюстрації Чи Браун Коі (Lee Brown Coye))
- E. Hoffmann Price, Far lands other days (1975, ISBN 0-913796-01-8, тверда обкладинка + суперобкладинка, ілюстрації Джорджа Еванса (George Evans))
- Hugh B. Cave, Murganstrumm and Others (1977, ISBN 0-913796-02-6, тверда обкладинка + суперобкладинка, ілюстрації Чи Браун Коі)
- Manly Wade Wellman, Lonely Vigils (1981, ISBN 0-913796-03-4, тверда обкладинка + суперобкладинка, ілюстрації Джорджа Еванса)

Видавництво виявилося збитковим і після виходу четвертої книги припинило свою діяльність.
У 1976 році Вагнер стає головним упорядником антології The year's Best Horror Stories (видання якої припинилося після його смерті). А в період з 1987 по 1991 рік у видавництві Tor Books виходять три антології класичних «палповых» оповідань у жанрах «sword and sorcery» і «sword and planet» Echoes of Valor під його редакцією.
У 1980-х роках Вагнер поступово відходить від жанру героїчного фентезі і пише оповідання жахів, дія яких відбувається в сучасному йому світі, а нерідко — прямо у його рідному місті Ноксвіллі (Where the Summer Ends (1980), Cedar Lane (1990)), в знайомій обстановці письменницького конвенту (Neither Brute Nor Human (1983), At First Just Ghostly (1988)) або закритого медичного закладу (Into Whose Hands (1983)). Вони виходять в тематичних журналах та антологіях, потім збираються в два авторських збірки, In a Lonely Place (1983) та Why Not You and I? (1987) — обидва випущені у двох варіантах, в твердій і м'якій палітурці. Крім того, у 1990 році вийшла антологія фантастичних оповідань про лікарів Intensive Scare, складена Вагнером.

## Кейн
Цикл, що складається з трьох закінчених романів, 5 повістей, 11 оповідань (зібраних у дві збірки) і одного вірша. Вагнер почав роботу над ним ще у 1960 році, коли вчився в середній школі. Центральною фігурою є Кейн, антигерой (прототипом якого послужив біблійний Каїн). Вагнер представляє його як бунтівника проти Бога, який хоче все вирішувати сам. Після того, як він убив свого брата Авеля, Бог прокляв його, і прирік на безсмертя за непокору. Кейн не старіє і застрахований від хвороб. Знайти смерть він може тільки від самого себе. Кейна відрізняє пронизливий погляд блакитних очей, які малюють його, за версією Вагнера (за Біблією), як убивцю. Крім того, в нього присутні традиційні характеристики зла, такі, як руде волосся і ліворукість. Твори циклу можна розділити на дві частини: ті, де дія відбувається в рідному світі героя, і ті, де він переміщається в наш світ 80-х років 20 століття. Кордоном між частинами служить вірш «The Midnight Sun».

## Нагороди
У 1981 році цикл про Кейна номінувався на премію «Balrog».
- 1974 — Британська премія фентезі (оповідання): «Палки» («Sticks», 1974)
- 1976 — Британська премія фентезі (оповідання): «Захід двох сонць» («Two Suns Setting», 1976)
- 1982 — Британська премія фентезі, Особлива премія (Special Award)
- 1983 — Всесвітня премія фентезі (Повість): «Понад усяку міру» («Beyond Any Measure», 1982)
- 1983 — Всесвітня премія фентезі (оповідання): «Neither Brute nor Human», 1983
- 1997 — Премія Брема Стокера (Авторський збірка): «Exorcisms and Ecstasies», 1997.

Ім'ям Карла Вагнера названа Особлива премія Британського товариства фентезі — Премія імені Карла Едварда Вагнера (Спеціальний приз) (Karl Edward Wagner Award (The Special Award)). Вона вручається людям або організаціям за особливі заслуги перед жанром.

## Вибрана бібліографія

### Твори циклу про Кейна
- Павутина темряви (Darkness Weaves with Many Shades/Darkness Weaves, 1970)
- Міраж (Mirage, 1973)
- Холодний світ (Cold Light, 1973)
- Спогади про зиму моєї душі (Reflections for the Winter of My Soul, 1973)
- * Midnight Sun, 1974
- Помста Линортиса/Відстрочка (Lynortis Reprise, 1974)
- Кривавий камінь (Bloodstone, 1975)
- Темна богиня/Муза тьми (The Dark Muse, 1975)
- Глибинне протягом/Сирена (Undertow, 1976)
- Захід двох сонць/Останній з роду (Two Suns Setting, 1976)
- Похід Чорного Хреста (Dark Crusade, 1976)
- Заспівай останню пісню Вальдизи/Остання пісня (Sing a Last Song of Valdese, 1976)
- «Гніздо ворона»/Жертвоприношення (Raven's Eyrie, 1977)
- The Other One, 1977
- Misericorde, 1983
- The Treasure of Lynortis, 1984 — ранній варіант Lynortis Reprise, написаний у 1961 році[13]
- Lacunae, 1986
- Примарне обличчя (At First Just Ghostly, 1989)
- The Gothic Touch, 1994
- Deep in the Depths of the Acme Warehouse, 1994

### Авторські збірки
- «Тінь Ангела Смерті» (Death angel's Shadow, 1973)
- «Вітер Ночі» (Night Winds, 1978)
- In a Lonely Place (1984)
- The Book of Kane (1985)
- Why Not You and I? (1987)
- Exorcisms and Ecstasies (1997, вийшов вже після смерті автора, доповнений статтями його колег, друзів та близьких)

### Романи
- «Павутина темряви» (Darkness Тче with Many Shades, 1970)
- The Other Woman (1973, під псевдонімом Kent Allard)
- «Кривавий камінь» (Bloodstone, 1975)
- «Похід Чорного Хреста» (Dark Crusade, 1976)
- Legion from the Shadows (1976)
- «Дорога Королів»/«Конан-бунтівник» (The Road of Kings, 1979)
- Killer (1985, у співавторстві з Девідом Дрейком)

### Повісті та оповідання
- «Спогади про зиму моєї душі» (Reflections for the Winter of My Soul, 1973)
- «Міраж» (Mirage, 1973)
- «Холодне світло» (Cold Light, 1973)
- «Помста Линортиса»/«Відстрочка» (Lynortis Reprise, 1974)
- «Палки» (Sticks, 1974)
- «Темна богиня»/«Муза темряви» (The Dark Muse, 1975)
- «Глибинне протягом»/«Сирена» (Undertow, 1976)
- «Захід двох сонць»/«Останній з роду» (Two Suns Setting, 1976)
- «Заспівай останню пісню Вальдизи»/«Остання пісня» (Sing a Last Song of Valdese, 1976)
- «Повернення Гора» (The Coming of Ghor, 1977, глава з роману «Воїн снігів»)
- «Гніздо ворона»/«Жертвопринесення» (Raven's Eyrie, 1977)
- «Патрон 22 Свіфт» (220 Swift, 1980)
- «Понад усяку міру» (Beyond Any Measure, 1982)
- «Примарне обличчя» (At First Just Ghostly, 1989)
- «Кедрова вулиця» (Cedar Lane, 1990)
- «Одна ніч у Парижі» (One Paris Night, 1992)
- «Під замком» (Locked Away, 1995)

## Цікаві факти
- Роман «Кривавий камінь» Вагнер присвятив своєму другові Джону Майєру: For John F. Mayer — Colleague and friend, Brother in infamy.[11]. Остання фраза, «побратим по безчестю», була відсиланням до спроби Майєра написати в шкільні роки роман «Брати за безчестям», в якому він сам, Вагнер і ще троє їхніх однокласників були виведені в образі команди найманих убивць.
- Фраза на початку роману «Кривавий камінь» «Якісь маленькі, покриті хутром звірята копошилися в дуплах замшілих, давно звалених стовбурів» (Several Species of Small Furry Animals Grooving in a Cave with a Pict) відсилає до пісні Pink Floyd з альбому Ummagumma.
- В тому ж Кривавому камені" слова Кейна про те, що він «волів би побовтатися в Жаб'єму Притулку і порадіти з жовтого сонця» (i'd far rather lounge around Toad Hall and partake of yellow sunshine) набувають дещо інше значення, якщо знати, що «жовтим сонцем» називають ЛСД.
- Назва збірки Why Not You and I? — рядок з американської фолк-пісні (Look Up And Down) This Long Lonesome Road; назва повісті з циклу про Кейна At First Just Ghostly — з пісні " A Whiter Shade of Pale групи Procol Harum; Blue Lady, Come Back — з Blue Lady, яка звучить під час однієї із сцен.